# Elaphomyces morettii
Elaphomyces morettii är en svampart som beskrevs av Vittad. 1831. Elaphomyces morettii ingår i släktet Elaphomyces och familjen hjorttryfflar.